# Isoplectron aciculatum
Isoplectron aciculatum är en insektsart som beskrevs av Heinrich Hugo Karny 1937. Isoplectron aciculatum ingår i släktet Isoplectron och familjen grottvårtbitare. Inga underarter finns listade i Catalogue of Life.